# Chuyến bay 007 của Korean Air Lines
Chuyến bay 007 của Korean Air Lines (KAL007/KE007) là một chuyến bay của Korean Air Lines (Hàn Quốc) bị máy bay đánh chặn Su-15 bắn hạ gần đảo Moneron, phía tây đảo Sakhalin, thuộc biển Nhật Bản vào thứ 5, ngày 1 tháng 9 năm 1983. Phi công của chiếc máy bay tiêm kích đánh chặn là thiếu tá Gennadi Osipovich. Toàn bộ 269 hành khách và phi hành đoàn bị giết chết bao gồm Lawrence McDonald, nghị sĩ Nghị viện Hoa Kỳ. 
Chiếc phi cơ đang trên đường từ New York đến Seoul qua Anchorage, Alaska khi nó bay qua không phận Xô Viết vào thời điểm Hoa Kỳ tiến hành các điệp vụ do thám.
Ban đầu, phía Xô viết phủ nhận liên quan đến sự cố, nhưng sau đó đã thừa nhận, và cho rằng chiếc phi cơ trên đang trong một nhiệm vụ gián điệp. Bộ Chính trị Ban Chấp hành Trung ương Đảng Cộng sản Liên Xô cho rằng đó là một sự khiêu khích có chủ đích bởi Hoa Kỳ, để thử nghiệm sự chuẩn bị về mặt quân sự của Liên Xô, hoặc thậm chí là khiêu khích gây chiến. Hoa Kỳ buộc tội Liên Xô gây cản trở công việc tìm kiếm và cứu trợ. Quân đội Xô viết giữ kín các bằng chứng tìm kiếm được bởi Tổ chức Hàng không Dân dụng Quốc tế, tiêu biểu là hộp đen (được công bố 8 năm sau đó).
Sự kiện này là một trong những thời điểm căng thẳng nhất của Chiến tranh Lạnh và dẫn đến sự leo thang quan điểm chống cộng sản, đặc biệt là ở Hoa Kỳ. Quan điểm trái chiều về sự cố không bao giờ được đem ra giải quyết lại. Một số nhóm tiếp tục điều tra các báo cáo chính thức và tiếp tục đưa ra các giả thuyết. Vụ tiết lộ sau đó của bản ghi hành trình KAL007 và hộp đen bởi Liên bang Nga đã làm sáng tỏ một số thông tin.
Kết cục của sự cố, Hoa Kỳ thay đổi thủ tục theo dõi phi cơ khởi hành từ Alaska, trong khi giao diện của lái tự động dùng trong các chuyến bay được thiết kế an toàn và hiệu quả hơn.

## Thông tin chuyến bay
Chiếc Boeing 747-230B bàn giao vào ngày 28 tháng 1 năm 1972 với số sêri CN 20559/186 và mã đăng ký là HL7442. Phi cơ này khởi hành từ cổng 15 của sân bay quốc tế John F. Kennedy, New York vào ngày 31 tháng 8 năm 1983 đi Seoul, 35 phút sau giờ khởi hành theo lịch là 23 giờ 50 giờ miền Đông (Bắc Mỹ) (3 giờ 50 giờ quốc tế. Chuyến bay mang 246 hành khách và 23 thành viên phi hành đoàn. sau khi nạp nhiên liệu tại sân bay quốc tế Ted Stevens Anchorage, máy bay do cơ trưởng Chun Byung-In lái, khởi hành tới Seoul vào 4 giờ Alaska ngày 31 tháng 8 năm 1983.
Phi hành đoàn có tỉ lệ cao bất thường với hành khách, khi có 6 thành viên thực tập trên máy bay. 12 hành khách ở khoang hạng nhất, trong khi bình thường hầu hết tất cả 24 ghế đều có chỗ; ở hạng thương gia gần như 80 ghế không có người ngồi. Có 22 trẻ em dưới 12 tuổi trên máy bay. Nghị sĩ Mỹ Larry McDonald từ Georgia, Hoa Kỳ, cũng là Chủ tịch thứ hai của nhóm chống Cộng bảo thủ John Birch Society có mặt trên chuyến bay. 130 hành khách khác cũng có kế hoạch tới các địa điểm khác như Tōkyō, Hồng Kông, Đài Bắc. Thượng nghĩ sĩ Jesse Helms của Bắc Carolina, thượng nghị sĩ Steven Symms của Idaho và đại biểu Carroll J. Hubband Jr của Kentucky trên chiếc KAL015 xuất phát 15 phút sau KAL007; họ dự định cùng McDonald tới Seoul để tham dự lễ kỉ niệm 30 năm Hiệp ước Phòng thủ chung Mỹ - Hàn. Cựu Tổng thống Nixon được cho là ngồi cạnh McDonald nhưng đã không đi, theo Thời báo New York và Cục Điện báo Xô viết.